# جراديات بحرية
جراديات البحر أو جرادات البحر أو  الاستاكوزيات (الاسم العلمي Astacidae)، فصيلة حيوانات بحرية ونهرية من عشاريات الأرجل، تضم سلطعون النهر (جراد المياه العذبة) الذي تعد أوطانه الأصيلة أوروبا وغرب أمريكا الشمالية، أجناسها ثلاثة.